# フランツ・ザレス・マイヤー

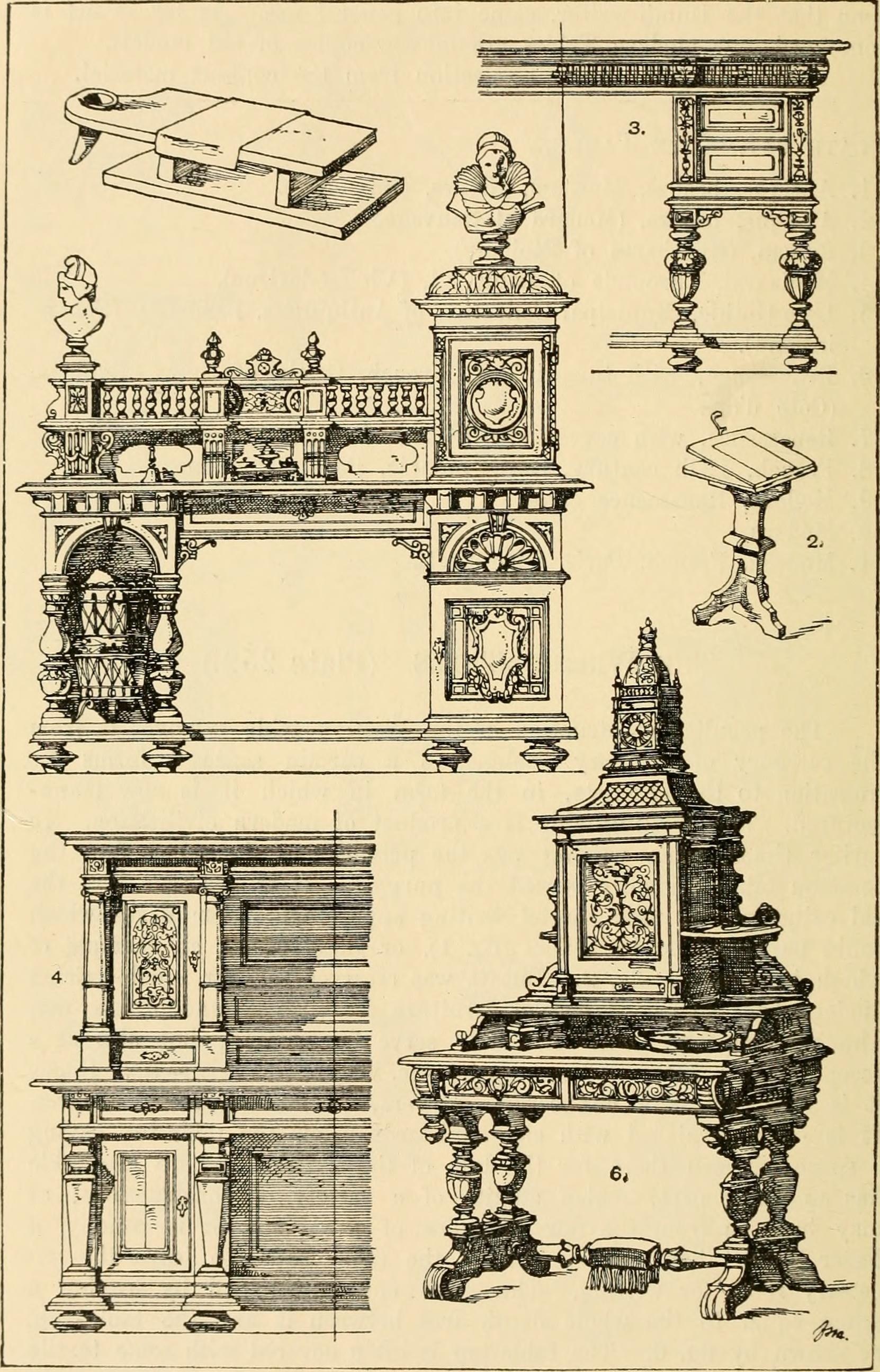
『オーナメント・ハンドブック』（英語訳・第8版）の挿絵。

フランツ・ザレス・マイヤー（Franz Sales Meyer、1849年12月9日 – 1927年11月6日）は、ドイツの産業工芸家。50年近くカールスルーエで教職を務め、『オーナメント・ハンドブック』、『アマチュア芸術ハンドブック』などを著した。

## 生涯

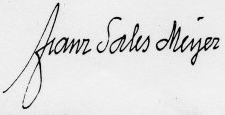
フランツ・ザレス・マイヤーの署名、1915年。

1849年12月9日、バーデン大公国ケンツィンゲン（現バーデン＝ヴュルテンベルク州の一部）で生まれた。1867年よりメーアスブルクの師範学校に通った後、カールスルーエ工科大学に進学した。1871年に卒業してすぐにカールスルーエの大公国立貿易会館（Großherzoglichen Landesgewerbehalle）に就職して教師になり、1873年にカールスルーエ工芸学校が設立すると工芸学校の教頭になった。1879年11月1日に装飾（Ornamentik）の教授に昇進した。このほか、カールスルーエ建築学校の教師も務めた。
カールスルーエ工芸学校の教師として名声を得て、バルやカッセルの学校、さらにバーデン大公国内務省からの招聘があったが、すべて辞退してカールスルーエに留まった。
1885年3月6日にケンツィンゲンの、1915年にメーアスブルクの名誉市民に選出された。
1919年に退職して趣味の音楽や水彩画に没頭し、1927年11月6日に死去した。

## 著作
- Handbuch der Ornamentik（1886年初版、1903年第7版、1911年第8版、1927年第12版） - 『オーナメント・ハンドブック』
  - 英語訳：Meyer, Franz Sales (1900). Handbook of Ornament, a grammar of art industrial and architectural designing in all its branches for practical as well as theoretical use (英語) (8th ed.). New York: Bruno Hessling.
- Ornamentale Formenlehre（1888年） - 『オーナメント造形理論』
- Handbuch der Schmiedekunst（1888年初版、1893年第2版） - 『鍛冶ハンドブック』
- Handbuch der Liebhaberkünste（1890年） - 『アマチュア芸術ハンドブック』
- Musterbuch moderner Schmiedeeisenarbeiten（1888年 – 1890年）-  『現代錬鉄造形パターン集』
- Das Schreinerbuch（テオドール・クラウト（ドイツ語版）との共著、1890年） - 『指物師の書』
- Das Zimermannsbuch（テオドール・クラウトとの共著、1893年） - 『大工の書』

## 家族
1870年代に幼馴染のマリア・カロリーナ・ヴァイセルト（Maria Karolina Weissert、1915年没）と結婚して、娘マリア・マルガレーテ（Maria Margarete）と息子マックス・マンフレート（Max Manfred）をもうけた。

## ギャラリー

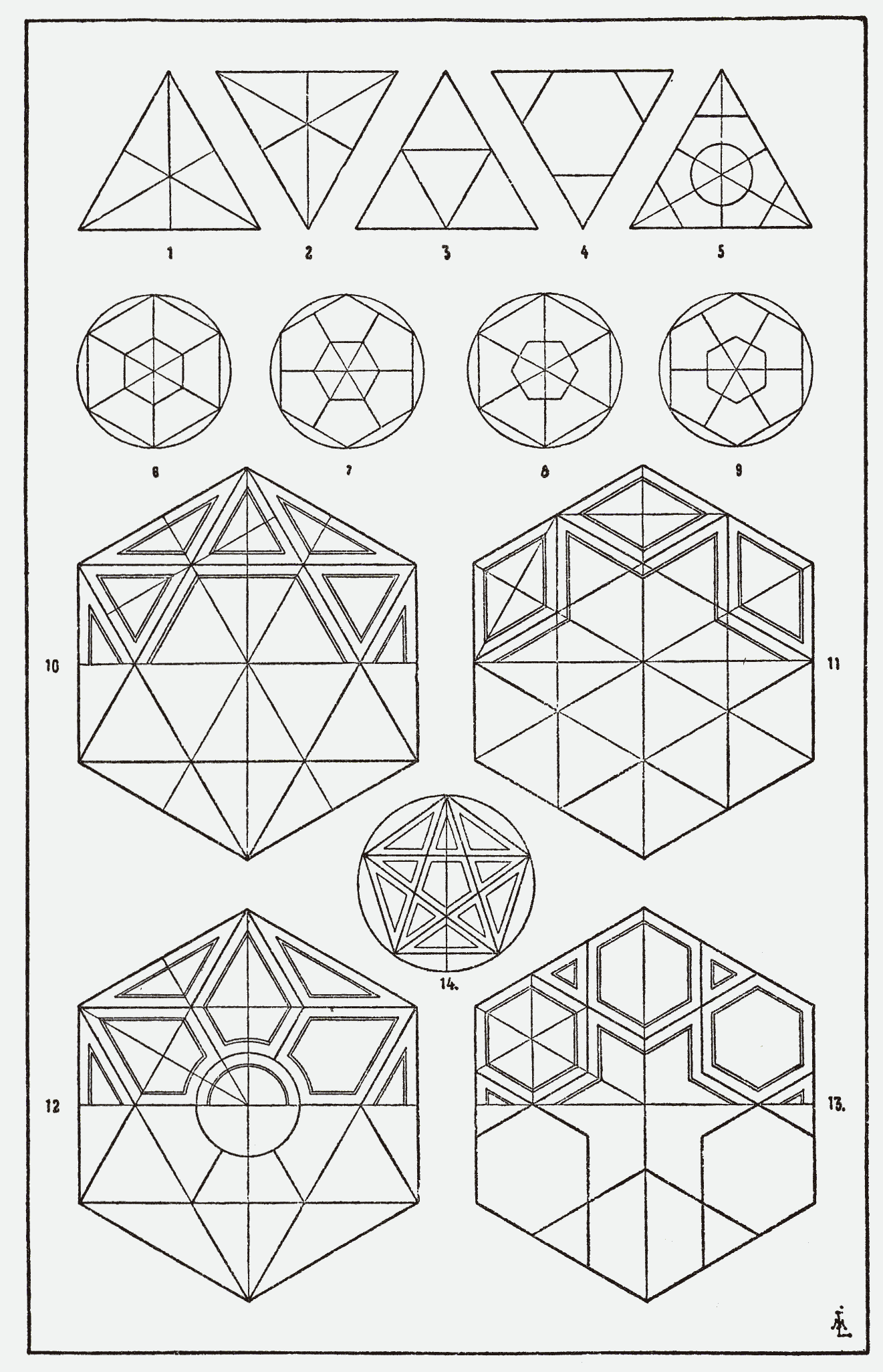
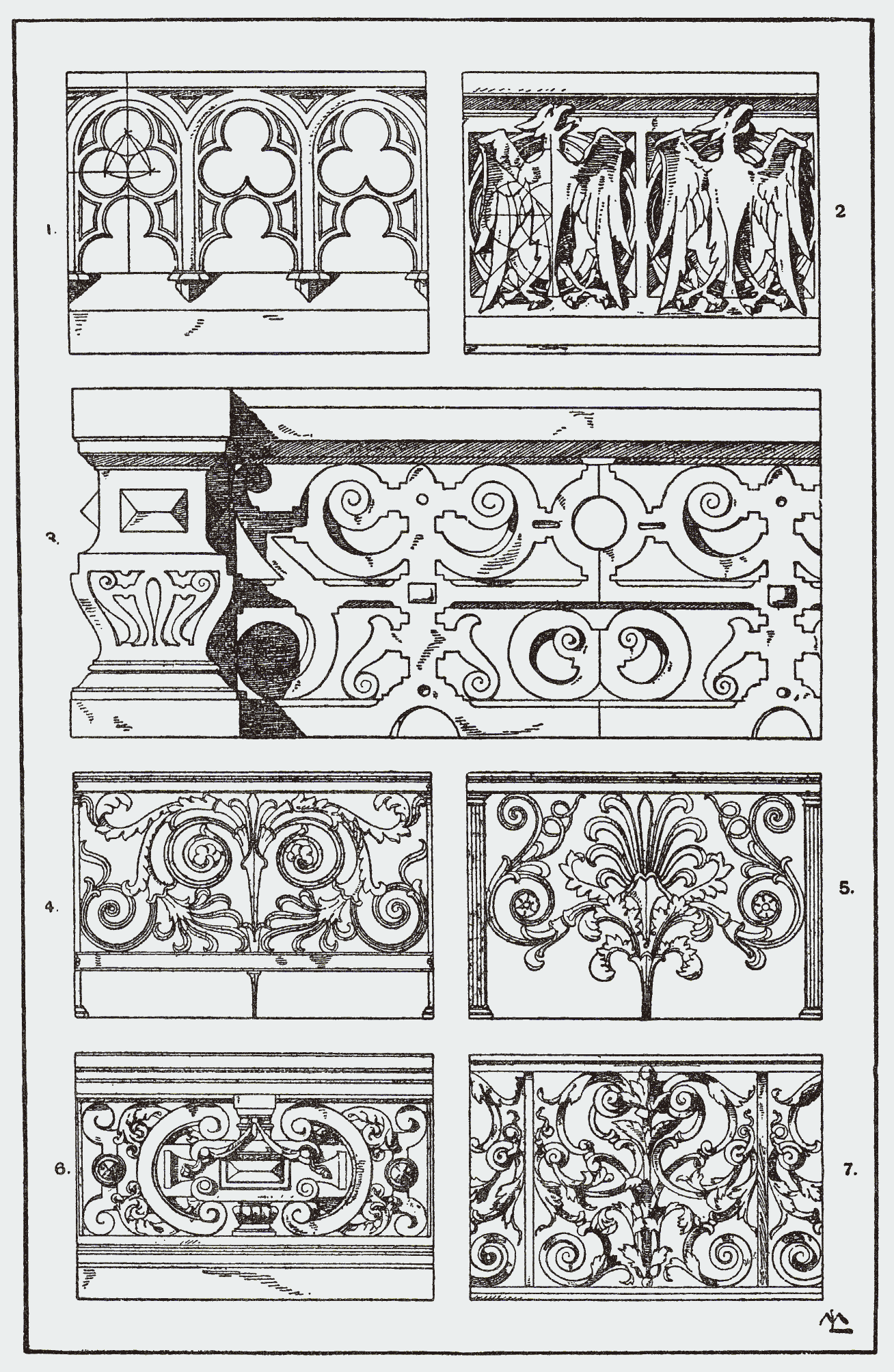
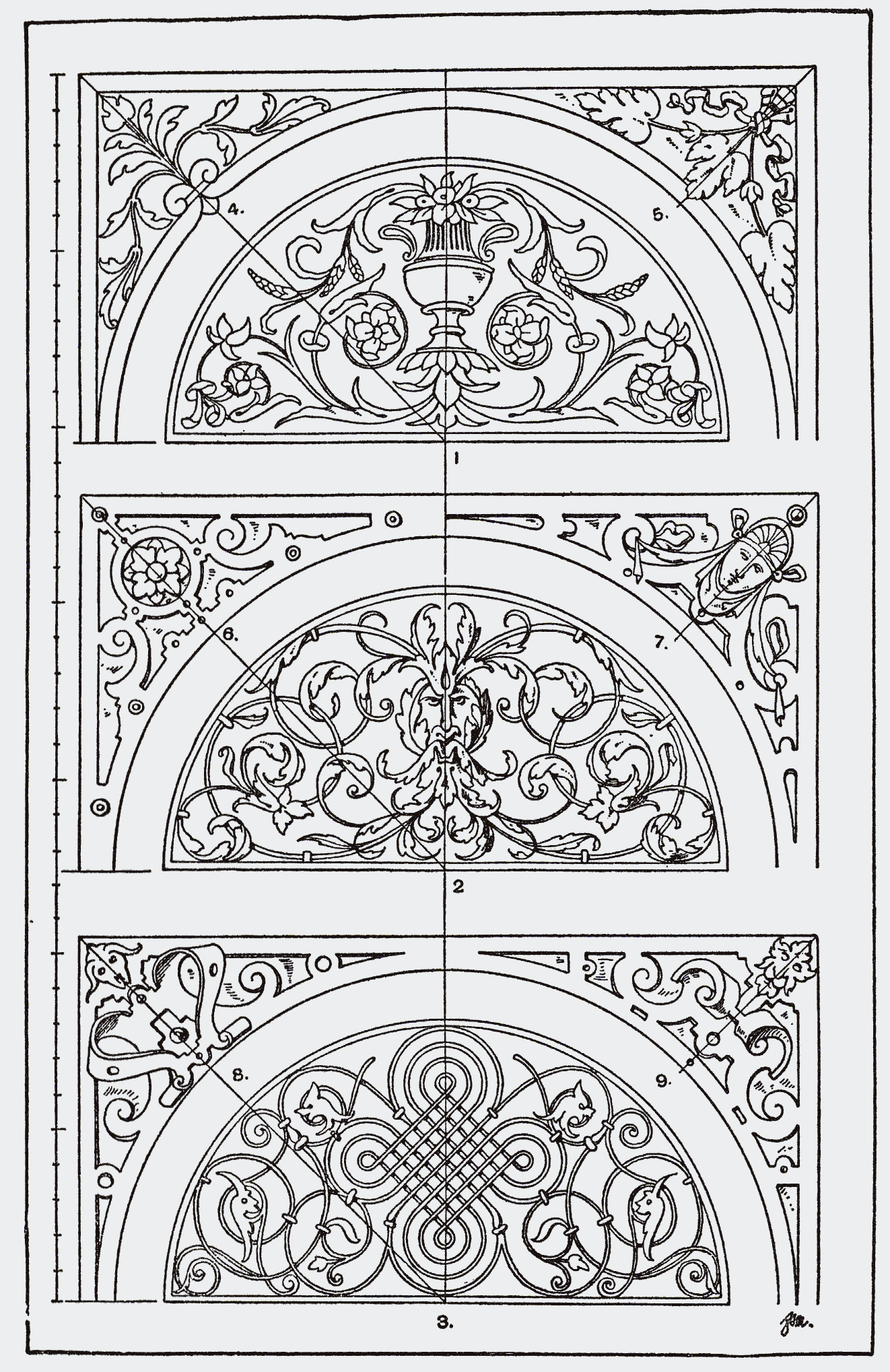